# لايك آ جي 6
لايك آ جي 6  Like a G6 هي أغنية من أداء فرقة الموسيقى الأمريكية فار إيست موفمنت بالتعاون مع الثنائي الإنتاجي الأمريكي ذا كاتاراكس والمغنية الأمريكية ديف، تم إصدارها كأغنية رئيسية من ألبوم فار إيست موفمنت الثالث "فري وايرد". تم نشر الأغنية لأول مرة في 4 نوفمبر 2009 على صفحة فار إيست موفمنت على يوتيوب. الأغنية هي نوع من موسيقى "إلكترو-هوب"، حيث تقوم ديف بالغناء والتمثيل في الجزء الأساسي من الأغنية، بينما يؤدى الأبيات أعضاء ذا كاتاراكس سيرانو وكامبا. لا يشارك أي من أعضاء فار إيست موفمنت في غناء الأغنية.
وصلت أغنية "لايك آ جي 6" إلى قمة قائمة "بيلبورد هوت 100" لمدة ثلاث أسابيع غير متتالية، مما جعلها أول أغنية لفنانين من أصل آسيوي أمريكي تصل إلى هذا المركز، وأول أغنية لفنانين من أصل شرق آسيوي منذ أغنية "سوكيياكي" لكيو ساكاموتو في عام 1963. خارج الولايات المتحدة، تصدرت "لايك آ جي 6" قائمة الأغاني في نيوزيلندا، وحققت مركزًا ضمن العشرة الأوائل في العديد من البلدان بما في ذلك أستراليا وكندا وبلجيكا وهولندا والسويد وسويسرا وسلوفاكيا والمملكة المتحدة.